# Ophioglossum vulgatum
L'ofioglosso comune (Ophioglossum vulgatum L., 1753) è una felce appartenente alla famiglia delle Ophioglossaceae. Le Ophioglossaceae sono felci eusporangiate (gli sporangi maturi sono dotati di una parete formata da più strati cellulari e lo sviluppo avviene partendo da più cellule).

## Descrizione
Pianta perenne, alta 5 - 30 cm; foglia unica, divisa in un segmento sterile ovato o ellittico, sessile, e in uno fertile con picciolo lungo, portante una spiga semplice dotata di un gran numero di sporangi. 

## Periodo di sporificazione
Aprile - Luglio.

## Distribuzione e habitat
Prati umidi fino a 1.500 m di altitudine.